# Eleven Table Tennis
Eleven Table Tennis est un jeu vidéo de sport (tennis de table) en réalité virtuelle développé et édité par For Fun Labs, sorti en 2016 sur Windows. Il est compatible Oculus (Oculus Rift et Quest) et Steam.

## Accueil
- Canard PC : 8/10[1]